# Voiture Halberstadt

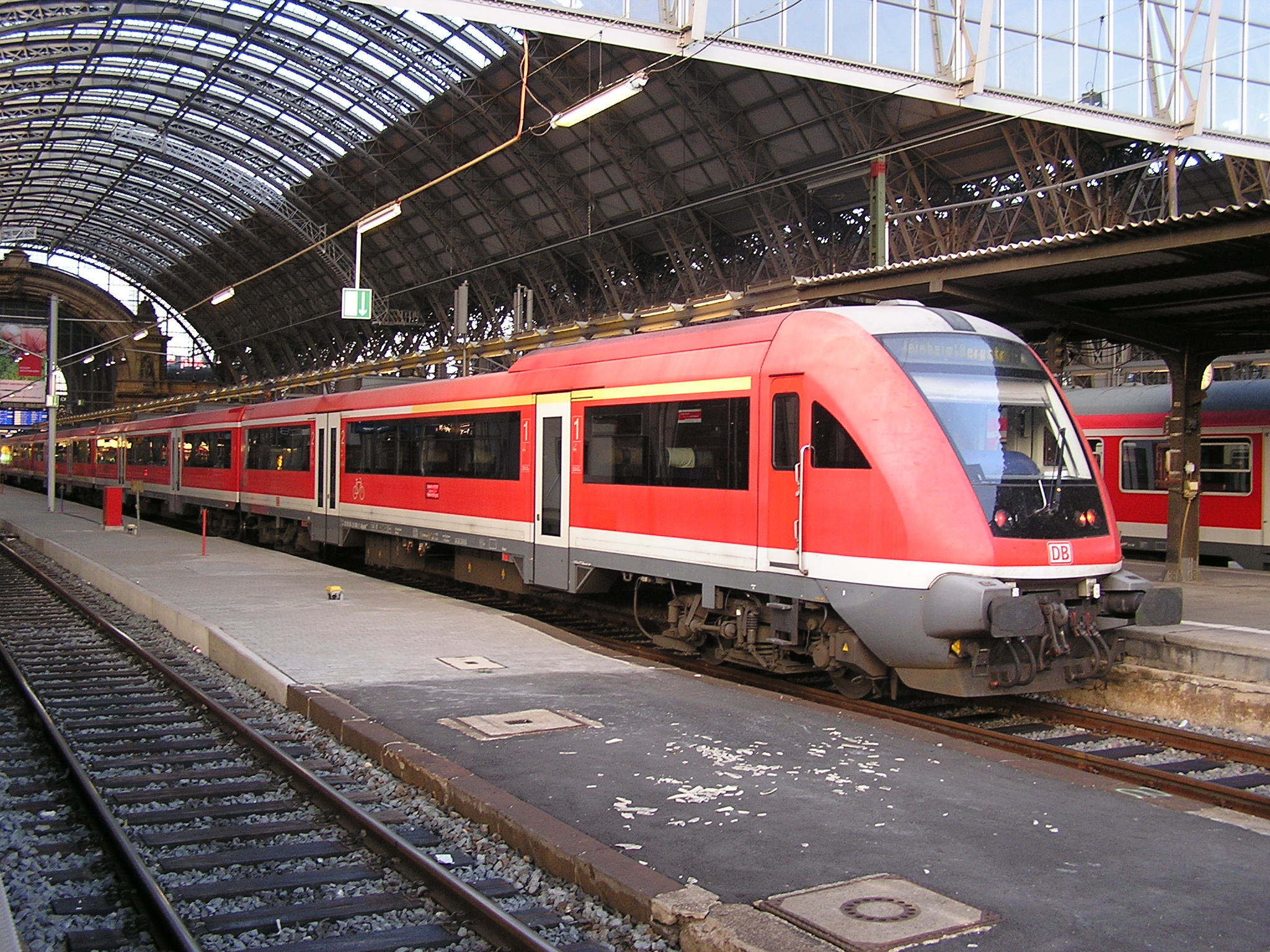
Les « Modus-Wagen » actuelles résultent d'une reconstruction sur la base d'anciennes voitures Halberstadt.

La voiture régionale Halberstadt, du nom du lieu de production, est une voiture de chemin de fer développée en RDA et destinée aux liaisons régionales. Elle a été produite en 1279 exemplaires de 1978 à 1983, sous la dénomination Bmh(e) puis Bmh721.
En 1992, elles deviennent les voitures régionales :
- ABy407 mixtes,
- By438 (deuxième classe) puis By439 dont toutes les fenêtres s'ouvrent,
- Bybdzf482 voitures-pilote.

Elles ont été exportées, notamment en Hongrie.
Les voitures de la DB ont fait l'objet d'une reconstruction en Modus-Wagen en 1999 :
- Bpyz456 ou Bpydz456.9 avec espace vélo,
- ABpybdzf484 (voitures-pilotes).

Seuls le châssis et les bogies ont été conservés.